# Casa del Fascio (Tarent)

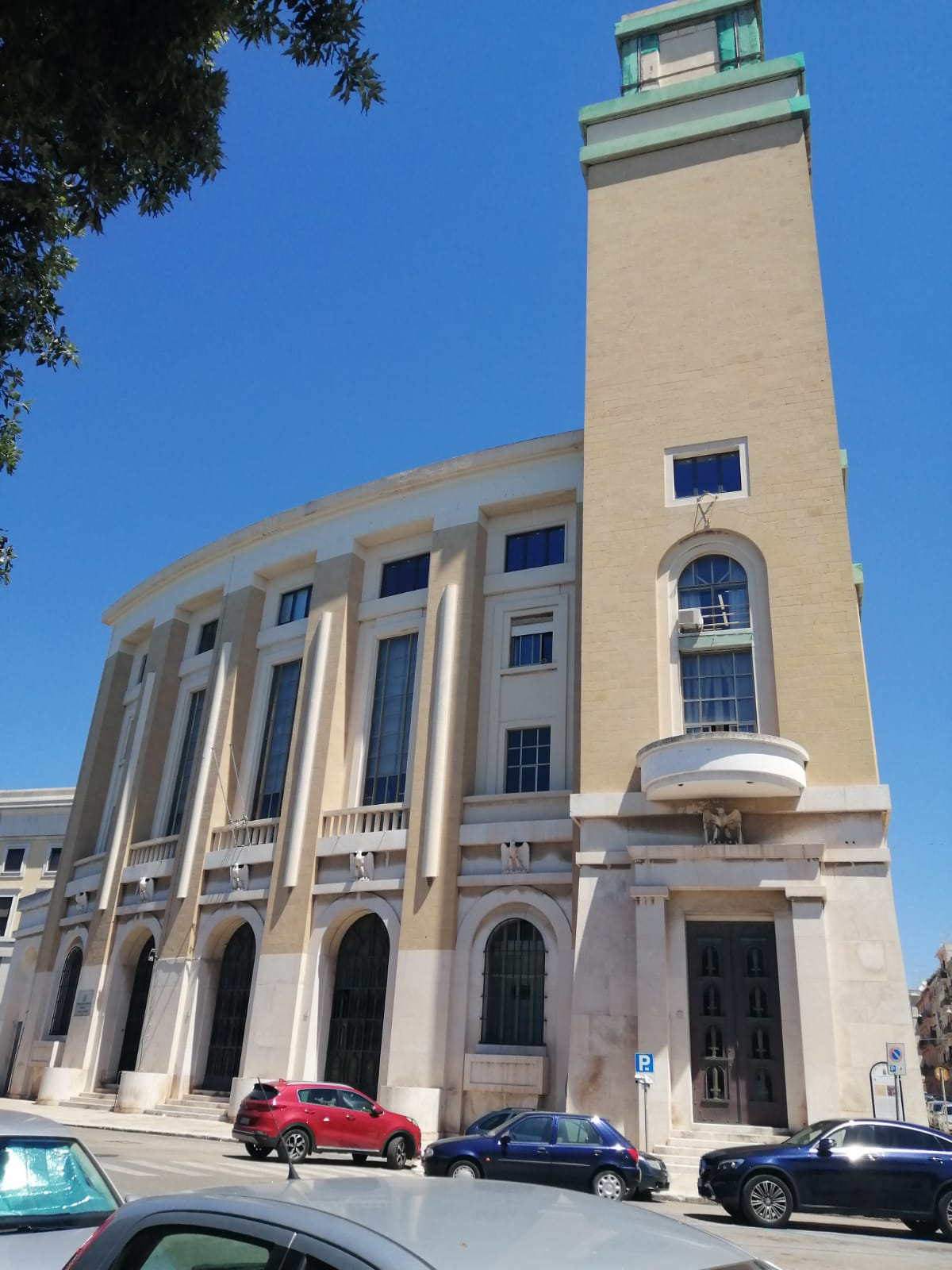
Ehemaliges Casa del Fascio in Tarent

Das ehemalige Casa del Fascio ist ein Palast aus den 1930er-Jahren im Zentrum von Tarent in der italienischen Region Apulien. Er liegt an der Lungomare Vittorio Emanuele II.

## Geschichte und Beschreibung
Das Gebäude wurde unter der Leitung des Architekten Cesare Bazzani im Jahre 1937 fertiggestellt.
Die Fresken im Inneren schuf Mario Prayer, ein Maler, der in der Accademia di belle arti di Venezia ausgebildet worden war und dann nach Apulien umzog, wo er sich sowohl in der Schaffung von Monumentalgemälden, wie sie von Institutionen gewünscht wurden, als auch in der Ausschmückung von Privathäusern betätigte. Die Stadt Tarent präsentiert sich in den Fresken zusammen mit den vier Seerepubliken Italiens. Darüber hinaus fallen der Delfin und der Skorpion, Symbole der Stadt und der Provinz Tarent, in einer Ecke des Saales unter dem Monogramm „SPQT“ (lt.: Senatus Populusque Tarentinus; dt.: Senat und Volk von Tarent) auf.